# جسیکا مک‌نامی
جسیکا مک‌نامی (به انگلیسی: Jessica McNamee) بازیگر استرالیایی است.
از فیلم‌های معروف او می‌توان به بازی در عهد (۲۰۱۲)، نبرد دو جنس (۲۰۱۷)، چیپس(۲۰۱۷)، مگ (۲۰۱۸) و ایفای نقش سونیا بلید در مورتال کامبت (۲۰۲۱) اشاره کرد.